# Друзь, Александр Абрамович
«Чем умные люди отличаются от дураков?
 Умные люди воспринимают мир с учётом предыдущего опыта других людей, а дураки должны убедиться во всём сами».
Алекса́ндр Абра́мович Друзь (род. 10 мая 1955, Ленинград) — советский и российский участник интеллектуальных игр.  Магистр игры «Что? Где? Когда?» (ЧГК), обладатель приза «Бриллиантовая сова», а также шестикратный обладатель приза «Хрустальная сова», трёхкратный чемпион мира по спортивной версии ЧГК, директор Санкт-Петербургского филиала Международной ассоциации клубов ЧГК (МАК ЧГК). Гроссмейстер телевизионной викторины «Своя игра». Многократный чемпион игры «Брейн-ринг».

## Биография
Родился 10 мая 1955 года в Ленинграде в еврейской семье. Родители были участниками Великой Отечественной войны. Отец — кадровый военный Абрам Моисеевич Друзь (1911—1984), уроженец Житомира, инженер-подводник, капитан 3-го ранга, кавалер ордена Красного Знамени и двух орденов Красной Звезды. Мать — Сейна Мееровна Друзь (при рождении Хазанова; 1920—2017), участница обороны Ленинграда, медсестра военного госпиталя. Отец начал читать книги Александру начиная с двух месяцев.
В 1972 году Александр окончил ленинградскую среднюю школу № 47 имени К. Д. Ушинского, в 1975 году — Ленинградский индустриально-педагогический техникум ПТО по специальности техник-электрик, мастер производственного обучения; в 1980 году — Ленинградский институт инженеров железнодорожного транспорта имени академика В. Н. Образцова по специальности инженер-системотехник, получил диплом с отличием.
По собственным словам, в молодости Александр часто подрабатывал на новогодних утренниках, выступая в образе Деда Мороза.
С 1980 по 1993 год работал программистом в компании «СКБ ТиУС». Программировал на таких языках программирования, как C++, Pascal, Fortran, Algol.
C 1991 года преподаёт в общеобразовательных учебных заведениях. Работал в 171-й французской гимназии, в гимназии № 330, в Президентском физико-математическом лицее № 239. Многократно организовывал школьные турниры по ЧГК городского и международного значения. За заслуги в области образования был награждён медалью «В память 300-летия Санкт-Петербурга».
С 1993 по 2006 год работал на ныне закрытом петербургском телеканале «СТО», занимал должность руководителя телепрограмм.
Вышел на пенсию; будучи пенсионером, проводит тренинги «как правильно делать то, чем я уже не занимаюсь» и пишет книги для детей и по краеведению.
В домашней библиотеке более 3000 книг. За жизнь, по собственному утверждению, прочитал около 2500 книг. Любимые писатели: Марк Твен, Ярослав Гашек, Ильф и Петров.
Занимался строительным бизнесом.

## Интеллектуальные игры
В 1964 году получил самый первый приз как победитель викторины в Доме отдыха под Житомиром.

### Что? Где? Когда?
В 1981 году впервые появился в телеигре «Что? Где? Когда?», с тех пор выступал почти без перерывов, что является рекордом игры. Попал на игру по письму. Хотел попробовать свои силы, а заодно узнать, как делается телевидение.
29 декабря 1982 года на финальной игре года стал первым знатоком, который был дисквалифицирован за подсказку игрокам. По версии самого Александра, за подсказку был принят его предупреждающий жест, адресованный знатоку Петру Братышеву, целью которого как раз было удержать коллегу от подсказки.
В 1986 году сыграл за столом в первой игре «Что? Где? Когда?», которая прошла в прямом эфире. Там же состоялось первое появление на телевидении, в качестве певца, Игоря Николаева с песней «День Рождения», которую он исполнял по случаю 75-летнего юбилея Аркадия Райкина, который присутствовал в зале. Аркадий Исаакович, в свою очередь, поздравил знатоков с первым прямым эфиром, подарив им арбуз и сказав о преимуществах прямого эфира следующее: «Из прямых трансляций нельзя ничего вырезать, а если кому-то очень хочется что-то вырезать, лучше вырезать кусок из арбуза».
В 1990 году сыграл за столом в первой игре «Что? Где? Когда?», которая прошла в Охотничьем домике в Нескучном саду и получил свою первую «Хрустальную сову».
В 1992 году совет старейшин клуба назвал его лучшим игроком зимних игр. Александру Друзю присваивается титул Бессмертного члена клуба, вручается «Хрустальная сова», а также 86 томов энциклопедии Брокгауза и Эфрона.
В 1993 году стал первым знатоком, который выиграл раунд «Суперблиц». В том же году заявил протест ведущему против включения блатной песни в репертуар музыкальных пауз интеллектуального казино и в пользу классической музыки.
В 1995 году (в финальной игре зимней серии) был удостоен почётного звания магистра игры «Что? Где? Когда?» (став первым магистром в истории телеигры), награждён «Большой хрустальной совой» и орденом «Бриллиантовая звезда» как лучший игрок за все 20 лет существования элитарного клуба. Позже титул магистра также получили Максим Поташёв, Виктор Сиднев, Андрей Козлов и Елизавета Овдеенко.
Шесть раз награждался «Хрустальной совой» как лучший игрок интеллектуального Клуба (1990, 1992, 1995, 2000, 2006, 2012). Обладатель «Бриллиантовой совы» (приза лучшего игрока 2011 года).
Владеет рекордами по числу проведённых игр — 101 (на июнь 2022 года) и побед — 60.
Сыграл в командах Александра Седина, Ионаса Малинаускаса, Виктора Сиднева, Алеся Мухина, Владимира Белкина, Ирины Гандилян, Галины Наумовой, Алексея Блинова, Андрея Козлова, Ровшана Аскерова, Фёдора Двинятина, Елены Кисленковой, Марины Уфаевой, в своей собственной, а также в командах без капитанов. До появления команды из шести игроков знатоки играли в сборных из двух троек. Александр Друзь играл в одной из таких троек, которая именовалась тройкой Александра Седина (Седин, Друзь, Шангин).
Капитан команды «Транссфера» в спортивной версии ЧГК, которая под названием «Троярд» одержала победу в I чемпионате мира (2002). Девять раз подряд команда завоёвывала Кубок Губернатора Санкт-Петербурга по игре «Что? Где? Когда?».
В 2010 году также несколько раз выступил за команду «Никита Мобайл ТэТэ», которая одержала победу на VII чемпионате Узбекистана, а затем и на VIII чемпионате мира в Эйлате. В 2011 и 2012 годах эта команда выиграла первенство страны без Магистра, но на IX и X чемпионатах мира тех лет он присоединялся к команде «НМТТ». В Одессе (2011) вместе с коллективом он стал серебряным призёром, а в Саранске (2012) — золотым (став единственным трёхкратным чемпионом мира по игре «Что? Где? Когда?»).
В эфире программы «Вечерний Ургант» (170 выпуск от 23 мая 2013 года) Друзь заявил, что прекратит играть в «Что? Где? Когда?» после того, как сыграет свою сотую игру в телеклубе. 17 марта 2016 года в интервью сказал, что это была шутка. В весенней серии 2022 год провёл свою сотую игру в клубе, а в финале той же серии сел за игровой стол в 101-й раз, подтвердив тем самым, что не собирается заканчивать игровую карьеру после сотой игры.
В телеигре «Что? Где? Когда?» были вопросы про Александра Друзя.

### Брейн-ринг
Чемпион телевизионной игры «Брейн-ринг» в 1990, 1991, 1994, 2010 годах.
В 2009 году в качестве легионера выступил за команду «Никита Мобайл ТэТэ» на чемпионатах Узбекистана по «Брэйн рингу» (1-е место) и по «Что? Где? Когда?» (2-е место), затем на I Открытом Кубке Ташкента (1-е место по «Что? Где? Когда?» и «Брэйн рингу», а также в общем зачёте — 2-е место по эрудит-квартету) и на Знатокиаде-2009 в Эйлате (в том числе 2-е место на Олимпийском турнире по «Что? Где? Когда?»). В этом же году сыграл за сборную Великобритании на Кубке Наций по игре «Что? Где? Когда?» в Кирове.
В 2012 году в составе команды НМТТ выиграл чемпионат мира по ЧГК.
Однажды на «Брейн-ринге» принимал участие вместе с Максимом Поташевым в импровизированом рэп-баттле.

### Своя игра
В телеигре «Своя игра» выигрывал:
- «Автомобильный кубок» (1995)[47][48]
- III «Кубок Вызова» как капитан команды (2002)[49]
- «Суперкубок» (IV Кубок Вызова, 2003)[50]

В период с 2001 по 2003 год Александр Друзь четырежды становился лучшим в команде гроссмейстеров телевикторины. Одержал 22 победы подряд (1995 — 2003).
25 октября 2003 года впервые в истории телеигры набрал максимальное количество очков за одну игру — 120 001. По ходу игры счёт на табло перевалил за 100 000 ещё до окончания 3-го раунда и ведущему передачи Петру Кулешову пришлось приклеить бумажку с написанным на ней маркером числом «+100000», а счёт на табло начал вестись с нуля, так как создатели передачи не рассчитывали, что кому-то удастся набрать шестизначную сумму. Он побил свой же рекорд установленный им ранее — 80 074. Рекорд держится с 2003 года по настоящее время.
Друзь находится на 3-м месте по итоговым суммарным выигрышам за все времена (855 634 рубля).
Также выигрывал самую крупную ставку (38 500 рублей) и крупнейший ва-банк на вопросе-аукционе (30 600 рублей).

### Отстранение от участия в телеиграх и возвращение
12 февраля 2019 года главный редактор телевикторины «Кто хочет стать миллионером?» Илья Бер опубликовал в сети публичное заявление в комиссию по этике Международной ассоциации клубов «Что? Где? Когда?», в котором сообщил, что за несколько дней до съёмок передачи «Кто хочет стать миллионером?» Друзь попросил его «помочь» выиграть главный приз в три миллиона рублей. Бер также выложил аудиозаписи переговоров с Друзём, в которых тот подтверждает, что просьба «помочь» не была шуткой («Шутка-не-шутка, но можно рассмотреть вариант»), обсуждает долю Бера и получает от него вопросы будущей игры и правильные ответы на них. Чтобы доказать факт мошенничества, но не допустить выигрыша главного приза, Илья Бер заменил последние, наиболее сложные, шесть вопросов на фиктивные, которые затем в игре использованы не были.
В ходе игры, состоящей из 15 вопросов увеличивающейся сложности, Александр Друзь дал четыре ранее ему известных ответа на вопросы с шестого по девятый. Далее последовали заменённые Бером вопросы, на которые Друзь заранее ответа не знал. Тем не менее он и игравший вместе с ним Виктор Сиднев достигли одиннадцатого вопроса и «несгораемой суммы» выигрыша в 200 тысяч рублей, а затем дошли до последнего, пятнадцатого, вопроса, но не смогли на него правильно ответить и завершили игру с «несгораемой суммой».
Событие вызвало большой резонанс в СМИ. Александр Друзь подтвердил подлинность аудиозаписей своих разговоров с Ильёй Бером, но, согласно его версии, Бер сам предложил сделку, а он лишь «старательно ему подыграл». 15 февраля 2019 года исход игры с участием Александра Друзя и Виктора Сиднева был официально аннулирован и выигрыш в 200 тысяч рублей им не был выплачен. Кроме того, компании-производители программ «Кто хочет стать миллионером?» и «Что? Где? Когда?» приняли решение на неопределённое время отстранить Друзя и Бера от участия в обеих телепередачах.
26 мая 2019 года на заседании Правления МАК ЧГК Александр Друзь извинился за «действия при участии в телевизионной программе „Кто хочет стать миллионером?“». Правление большинством голосов сохранило Друзя в должности вице‑президента МАК, но ликвидировало комиссию по этике, которой он руководил.
30 июня 2019 года после финала летней серии игр «Что? Где? Когда?» генеральный директор телекомпании «Игра-ТВ» Наталья Стеценко заявила о планах вернуть Друзя за игровой стол в 2020 году к юбилейной серии игр. 28 сентября 2019 года Друзь вернулся в «Что? Где? Когда?», но в качестве зрителя. Он не принял участие в осенней серии игр 2019 года; вместо него в составе команды Виктора Сиднева играла Инна Семёнова. За игровым столом первую игру после возвращения Друзь провёл 12 апреля 2020 года.

## Телевидение
Автор и ведущий интеллектуальных игр и познавательных программ на различных телеканалах.

### Ведущий телепередач
- 2000-е — «Кулинарная прогулка» (совместно с Сергеем Прохоровым) (ТК «100ТВ»)
- 2011—2015 — «Час истины» (ТК «365 дней ТВ»)[75][76][77]

### Участник и гость телепередач
- с 1981 — «Что? Где? Когда?» (ТК «Первый канал»)
- c 1990 — «Брейн-ринг» (ТК «НТВ»)
- 1994, 1998, 2003 — «Блеф-клуб» (ТК «Пятый канал», ТК «Культура»)[78][79][80]
- 1995—2009 — «Своя игра» (ТК «НТВ»)
- 2009 — «Личные вещи» с Андреем Максимовым (ТК «Пятый канал»)
- 2009 — «Ночь. Интеллект. Черниговская» (ТК «Пятый канал»)[81]
- 2009, 2015, 2018 — «Кто хочет стать миллионером?» (один[82], в паре с Александром Розенбаумом[83], в паре с Виктором Сидневым[84]) (ТК «Первый канал»)
- 2010 — «Большие гонки» (ТК «Первый канал»)[85]
- 2010 — «Закрытый показ» с Александром Гордоном (ТК «Первый канал»)[86]
- 2010 — «Клуб знаменитых хулиганов» (ТК «Пятый канал»)
- 2011 — «Особый взгляд» c Алексеем Лушниковым (ТК «ВОТ!»)
- 2011 — «Какие наши годы!» с Леонидом Парфёновым и Татьяной Арно (ТК «Первый канал»)[87]
- 2012 — «Пока все дома» с Тимуром Кизяковым (ТК «Первый канал»)[88]
- 2013 — «Временно доступен» с Дмитрием Дибровым и Дмитрием Губиным (ТК «ТВ Центр»)[89]
- 2013 — «Сегодня вечером» с Андреем Малаховым (ТК «Первый канал»)
- 2013 — «И так далее...» (ТК «Мир Белогорья»)
- 2013, 2015 — «Вечерний Ургант» (ТК «Первый канал»)[40][90]
- 2014 — «Израиль за неделю» (ТК «RTVI»)
- 2014 — «Угадай мелодию» (в тройке с Игорем Николаевым и Александром Ивановым[91]) (ТК «Первый канал»)
- 2015 — «Война и мир» (ТК «9 канал»)
- 2015 — «Наедине со всеми» с Юлией Меньшовой (ТК «Первый канал»)
- 2015 — «Здоровье» с Еленой Малышевой (ТК «Первый канал»)[92]
- 2015 — «Новогодняя ночь на Первом» (ТК «Первый канал»)[93]
- 2016 — «Утро на 5» (ТК «Пятый канал»)[94]
- 2016 — «МаксимМаксим» с Максимом Галкиным (ТК «Первый канал»)
- 2017 — «Главный котик страны» (ТК «Первый канал»)
- 2017 — «В поисках смысла жизни» (ТК «Tengri TV»)
- 2019 — «СОК News» (ТК «СОК»)

### Участник документальных фильмов
- 2002 — «Владимир Ворошилов: игра — это репетиция жизни»
- 2004 — документальный сериал «Звёзды эфира» (серии посвящённые Владимиру Ворошилову)
- 2006 — «Как уходили кумиры» (серия посвященная Владимиру Ворошилову)
- 2010 — «Владимир Ворошилов. Вся жизнь — игра»[95] («Первый канал»)
- 2015 — «До первого крика совы». Документальный фильм к юбилею программы «Что? Где? Когда?»[96] («Первый канал»)

### Работа в рекламе
- 2023 — «Burger King»[97]

## Другие проекты
В 2006 году был выдвинут и зарегистрирован кандидатом в депутаты Законодательного Собрания Санкт-Петербурга 4-го созыва от регионального отделения политической партии «Социалистическая единая партия России» в Санкт-Петербурге, однако в феврале 2007 года выдвижение было отменено и Друзь выбыл из списка кандидатов, так как партия не была допущена к выборам.
В 2008 году был одним из участников эстафеты Олимпийского огня, наряду с членами правительства, звёздами спорта и деятелями искусства.

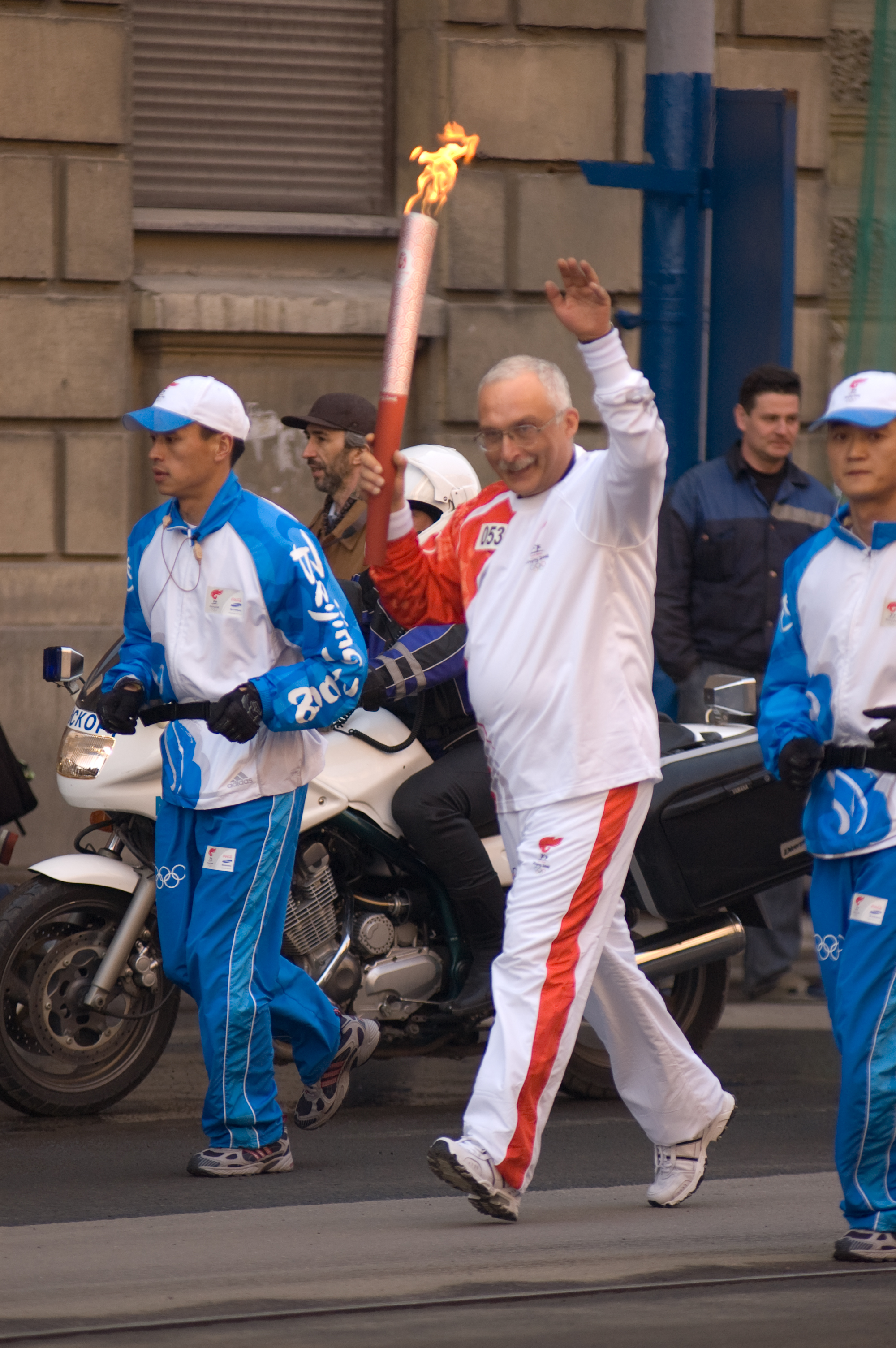
Александр Друзь несёт олимпийский факел

В 2011 году принимал участие в проекте «Народная Книга Памяти» — сборник личных воспоминаний жителей блокадного Ленинграда, их детей и внуков.
В 2015 году участвовал в благотворительной акции «МакХэппи день» призванной собрать деньги на лечение больных детей. Выступал на Открытой Кафедре Ассоциации развития города в Ижевске. Был специальным гостем турнира «Что? Где? Когда?» на фестивале науки в Белгородской области.
В 2016 году работал таксистом в петербургской компании «Таксовичкоф» в рамках благотворительной акции, все собранные средства от которой были перечислены в благотворительный фонд «AdVita», помогающий больным раком. Был ведущим цикла образовательных музыкальных концертов.
В 2017 году снялся в рекламном ролике в поддержку трезвого образа жизни.
В 2018 году принял участие в проекте благотворительного фонда «Тёплый дом», который помогает семьям в кризисной ситуации. Принимал участие в качестве спикера на форуме «Активное долголетие Москвы». Сдал единый государственный экзамен (ЕГЭ) по русскому языку на максимальные 100 баллов.
В 2019 году снялся вместе с Михаилом Боярским и Татьяной Булановой в музыкальном клипе рэп-рок-группы «Кирпичи», где исполнил роль самого себя. Участвовал вместе с Аллой Гербер, Ильёй Альтманом, Максимом Кривошеевым, Евгением Войскунским и ветеранами Великой Отечественной войны в презентации пятого сборника «Сохрани мои письма», в Центральном Доме Литераторов, организованным НПЦ «Холокост», который собирает письма евреев с фронта.
В 2021 году сыграл в сборной «Что? Где? Когда?» на праздновании 60-летия КВН.
Был в составе жюри КВН.
Ведущий игр «Нетривиального клуба». Цель клуба — организация мероприятий, предполагающих умственную и творческую деятельность участников, ведущих и гостей, а также популяризация интеллектуальных развлечений и знакомство людей со схожими вкусами и интересами. Среди игроков клуба есть такие люди, как Михаил Боярский, Андрей Ургант, Борис Смолкин, Сергей Мигицко, Илья Стогов, Александр Строев, Илья Носков, Дмитрий Новиков, Ирина Мазуркевич, Дмитрий Миропольский, Лариса Луста, Александр Малич, Виктор Крамер, Наталья Кузнецова, Андрей Белле, Михаил Баркан и другие.
Проводит интеллектуальные тренинги, созданные им по мотивам известных телевизионных интеллектуальных игр, а также выступления, лекции и консультации в качестве спикера и эксперта для компаний.

## Семья
Жена: Елена Друзь — врач
- дочь Инна (род. 1979), играла в «Что? Где? Когда?». Обладательница «Хрустальной совы» за зимнюю серию игр 2003 года[124]. По образованию — экономист. В 2014 году вместе с семьей переехала в США, где проживает в Калифорнии и работает в корпорации Flex[125].
  - внучки: Алиса (род. 2008) и Алина (род. 2011).
- дочь Марина  (род. 1982), играла в «Что? Где? Когда?». Обладательница «Хрустальной совы» в зимней серии 2000 года[126]. По образованию — финансист. С 2009 года проживает в США, где работает в стратегическом отделе международной корпорации Flex.
  - внучки: Энсли (род. 2014) и Рони (род. 2016).